# Geraniales
Geraniales is een botanische naam, voor een orde van tweezaadlobbige planten: de naam is gevormd uit de familienaam Geraniaceae. Een orde onder deze naam wordt vrij algemeen erkend door systemen van plantentaxonomie.

## APG II (2003)
In het APG II-systeem (2003) is de samenstelling als volgt:
- orde Geraniales
  - familie Geraniaceae (Ooievaarsbekfamilie)

[+ familie Hypseocharitaceae ]
  - familie Ledocarpaceae
  - familie Melianthaceae

[+ familie Francoaceae ]
  - famille Vivianiaceae

waarbij de families tussen "[+ ...]" optioneel zijn

## APG (1998)
Dit is een lichte verandering ten opzichte van het APG-systeem (1998):
- orde Geraniales
  - familie Francoaceae
  - familie Geraniaceae

[+ familie Hypseocharitaceae ]
  - familie Greyiaceae
  - familie Ledocarpaceae
  - familie Melianthaceae
  - familie Vivianiaceae

## Cronquist (1981)
In het Cronquist-systeem (1981), waar de orde geplaatst was in de onderklasse Rosidae, had de orde een andere samenstelling, namelijk :
- orde Geraniales
  - familie Balsaminaceae
  - familie Geraniaceae
  - familie Limnanthaceae
  - familie Oxalidaceae
  - familie Tropaeolaceae

## Takhtajan
Volgens de taxonomie van Takhtajan horen de volgende families tot deze orde:
- orde Geraniales
  - familie Balsaminaceae
  - familie Geraniaceae
  - familie Hypseocharitaceae
  - familie Ledocarpaceae
  - familie Oxalidaceae
  - familie Rhynchothecaceae
  - familie Tropaeolaceae
  - familie Vivianiaceae

## Bentham & Hooker
Bentham & Hooker gebruikten de naam voor een orde met de volgende samenstelling
- orde Geraniales
  - familie Burseraceae
  - familie Chailletiaceae
  - familie Geraniaceae
  - familie Humiriaceae
  - familie Linaceae
  - familie Malpighiaceae
  - familie Meliaceae
  - familie Ochnaceae
  - familie Rutaceae
  - familie Simaroubaceae
  - familie Zygophyllaceae